# Abendstein
Abendstein är en bergstopp i Österrike.   Den ligger i distriktet Kufstein och förbundslandet Tyrolen, i den västra delen av landet, 300 kilometer väster om huvudstaden Wien. Toppen på Abendstein är 1 596 meter över havet. Berget ligger i Brandenberger Alpen.
Den högsta punkten i närheten är Schneidjoch, 1 811 meter över havet, väster om Abendstein. Runt Abendstein är det ganska tätbefolkat, med 100 invånare per kvadratkilometer. Närmaste större samhälle är Kramsach, 14,1 kilometer söder om Abendstein.